# زریخ
زریخ (به لاتین: Zrykh) یک منطقهٔ مسکونی در روسیه است که در داغستان واقع شده‌است.